# Ovoscopia

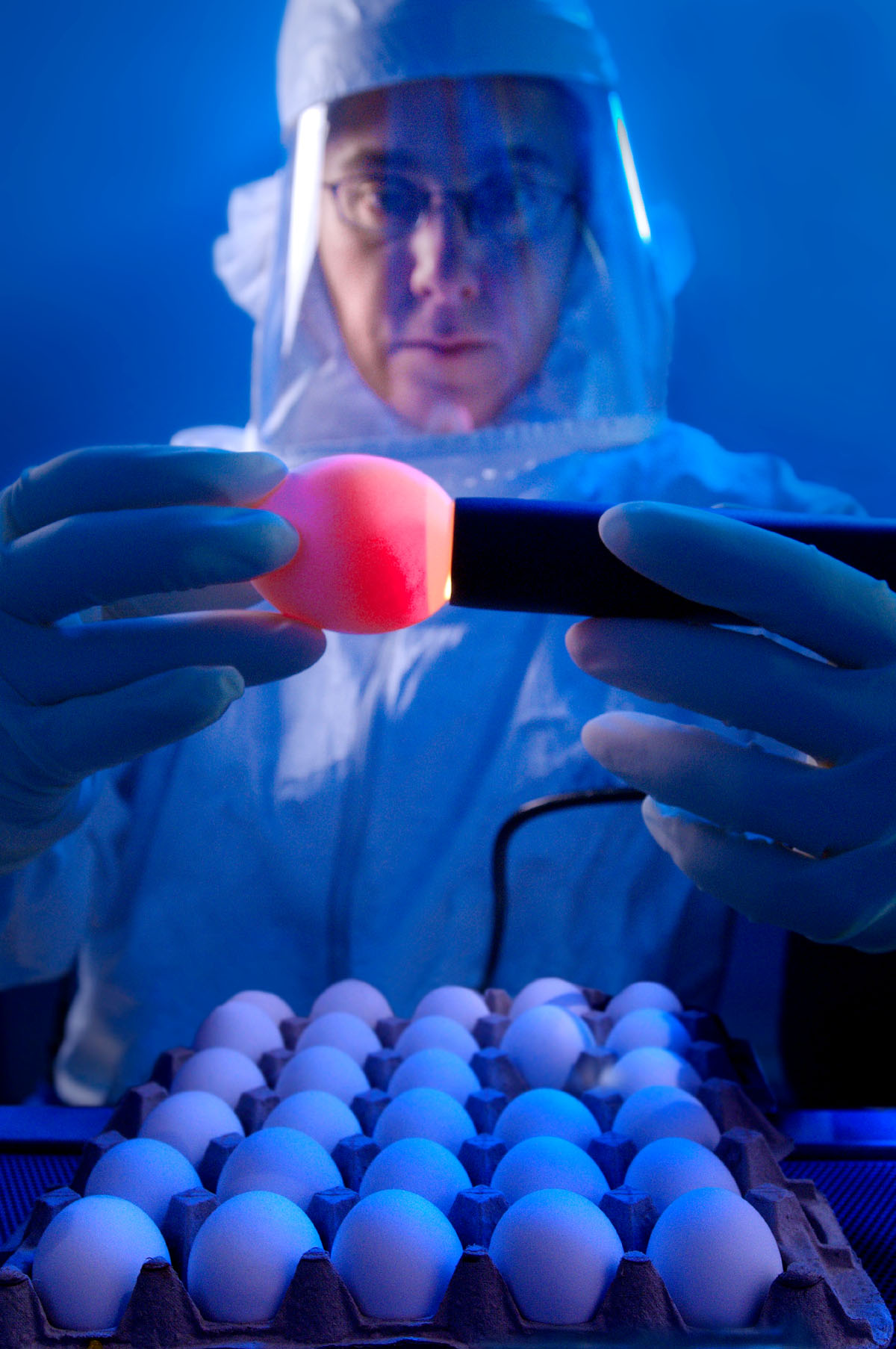
Un microbiólogo aplicando la ovoscopia.

La ovoscopia es la técnica utilizada en el embriodiagnósis para observar el contenido de un huevo a trasluz para poder identificar así a «los huevos infecundos y los huevos con la mortalidad embrionaria temprana». Mientras que en los laboratorios modernos se utiliza el ovoscopio para este fin, antiguamente los criadores de aves o productores de huevos utilizaban velas en habitaciones oscuras.